# Ravan
Ravan è un personaggio dei fumetti della DC Comics, criminale introdotto nel maggio 1987 sul primo albo di Suicide Squad, creato da John Ostrander and Luke McDonnell.